# Грумезешть (комуна)
Грумезешть, Грумезешті (рум. Grumăzești) — комуна у повіті Нямц в Румунії. До складу комуни входять такі села (дані про населення за 2002 рік):
- Грумезешть (2853 особи)
- Курекіштя (706 осіб)
- Нетезь (229 осіб)
- Тополіца (1652 особи)

Комуна розташована на відстані 300 км на північ від Бухареста, 22 км на північ від П'ятра-Нямца, 91 км на захід від Ясс.

## Населення
За даними перепису населення 2002 року у комуні проживали 5440 осіб, усі — румуни. Усі жителі комуни рідною мовою назвали румунську.
Склад населення комуни за віросповіданням:
| Релігія       | Кількість осіб | Відсоток |
| ------------- | -------------- | -------- |
| православні   | 5281           | 97,1%    |
| бретрени      | 11             | 0,2%     |
| п'ятдесятники | 1              | < 0,1%   |